# Hisba
Pour l’article ayant un titre homophone, voir isba.
La hisba ou hisbah (arabe : حِسْبة [ḥisba], calcul ; vérification) est le principe islamique désignant le devoir  d'ordonnancement du bien et d’interdiction du mal (al ʿamr bi-l maʿrūf wa-n nahy ʿan al munkar). Ce principe est particulièrement important dans le wahhabisme et le salafisme.
Par extension, il désigne aussi l'institution chargée de mettre en œuvre la hisba dont les membres sont alors appelé muhtasib.

## Histoire
La hisba trouve son origine dans la supervision des marchés (souk) et sa fonction consiste essentiellement à maintenir l'ordre public et les bonnes mœurs, avec un accent particulier sur l'aspect religieux:

### Origine
Selon certaines versions, le prophète Mahomet aurait engagé Saïd ibn Zayd pour superviser le souk de Médine après la conquête de La Mecque en 629. Il est aussi dit avoir employé une femme à ce poste au souk de la Mecque, Samra bint Nuhayk al-Asadiyya. Le second calife, Omar ibn al-Khattâb, parfois crédité comme étant à l'origine de la hisba, aurait aussi employé une femme, Al-Shifa' bint Abdullah, pour superviser le souk de Médine. Aucune autre femme n'a été identifiée dans ce rôle, mais il est possible que celles-ci étaient responsables de la seule partie féminine du souk, une tradition toujours d’actualité.
S'il fait peu de doute que des administrations judiciaires pré-islamiques existaient dans des villes importantes comme La Mecque, afin de régler les disputes, soit par l'intervention d'un arbitre (hakim (en)) ou en "appel" par un devin (kāhin), le "muhtasib", et la hisba sont considérés comme anachroniques avec la période prophétique. On devrait plutôt parler de gardiens de souk  (amil al suk) ou de maîtres de souk (sahib al suk), dont les fonctions étaient par ailleurs alors considérées comme purement séculières, sans obligation religieuse, et il est probable que leur responsabilité première était le contrôle des poids et mesures, considérant les nombreux hadiths et versets coraniques à ce sujet, incluant une sourate  sur les fraudeurs, ce qui laisse  à penser que le problème était endémique.
```
Le Dictionnaire 
de l’islam
 propose d’interroger l’étymologie du mot afin de saisir la genèse de son utilisation dans la société 
abbasside
. La notion de 
hisba,
 suivant cette lecture, serait exogène au Coran et n’aurait point d'affiliation canonique contrairement au mariage et à diverses représentations normatives existantes dans le texte coranique
[
5
]
. En ce sens, sa racine pose des problèmes sémantiques, et rend la tâche de son interprétation historique épineuse. La création du mot selon cette étude, produit un concept imprécis bien que son implication repose sur le Coran (III,100). Le terme est alors façonné et mis à l’épreuve de 
l’herméneutique.
 Le précepte coranique louant le convenable et prohibant le blâmable, produit des interprétations postérieures au Coran. Le juriste Al-
Mawardi
 (m.1058) adhérant de l’
école shaféite
 et 
Al-Ghazali
 (m.1111) conceptualisèrent et commentèrent tous deux le principe en le définissant comme une action juridique «sur les actes recommandés ou répressibles visibles»
[
6
]
.
```

L'origine de la hisba est plus probablement située au début de la période abbasside, vers la fin du VIIIe siècle, comme partie d'un effort d’islamisation des institutions byzantines existantes par cette dynastie. L'institution de l'empire  régulant les marchés et autres échanges commerciaux incluant la vérification des poids et mesures, ainsi que le contrôle des affaires religieuses, était alors appelée agoranomos (du grec "public" et "règle"), et ses membres étaient appelés logistes. Les juifs traduisaient ces termes comme bal-a-suk et hasban: ce dernier terme est considéré comme la probable origine pour le mot arabe hisba, qui de fait a la même signification que le mot grec "logistes".

### Évolution
Historiquement, Ahmad Ibn Hanbal (IXe siècle) supportait l’idée que l'ordonnancement du bien et l’interdiction du mal, inspiré par les versets coraniques 3:104 et 3:110, était un devoir individuel (farḍ al-'ayn)  pour chaque musulman, bien qu'il soustrayait les autorités du champ d'application de ce principe, car  le devoir de chaque musulman était aussi d’obéir à son calife, les divisions politique (fitna) étant considérées pire que la tyrannie selon lui. Al-Ghazâlî (XIe siècle) ne remet pas en cause cette organisation de l'ordonnancement du bien et l’interdiction du mal mais il sera le premier à avoir utilisé la hisba comme un équivalent de l’ordonnancement du bien et interdiction du mal . Il définira le muhtasib comme la personne qui interdit le mal et qui accomplit la hisba, la personne fautive (muhtasab 'alayhi), comme la personne sur laquelle la hisba est accomplie, et la faute elle-même (muhtasab fihi) l'objet de la hisba. Al-Mâwardi (XIe siècle) fait une différence entre les muhtasib volontaires, des pieux musulmans, éventuellement organisés en milice, et les muhtasib officiels, nomme par le gouvernement. pour exercer  la hisba.  Ibn Taymiyya (XIIIe siècle) associera l'apostatsie (takfir) à la hisba en considérant, contrairement à Ibn Hanbal, que c'est un devoir pour le gouvernement d'implanter la charia et  que c'est un devoir pour tout musulman de mener le djihad contre les gouvernements n’implémentant pas la charia:  il utilisa ce raisonnement pour appeler au djihad contre les Mongols ilkhanides.
Il ne fait pas de doute que les muhtasib volontaires, parfois comparés à des fanatiques dogmatiques,  étaient vus comme une menace pour l'ordre public par les autorités lesquelles auront donc à cœur de centraliser l'exercice de la  hisba sous leur commandement. L'exercice de la hisba va alors évoluer vers sa forme traditionnelle et conservatrice tendant à refléter un hadith qui fait dire au prophète Mahomet; "Celui qui voit un mal et peut  le changer avec sa main, qu'il le fasse. Celui qui ne peut pas le changer avec sa main et le peut avec sa langue, qu'il le fasse. Et celui qui ne peut pas le changer avec sa langue et le peut avec son cœur, qu'il le fasse"; où les autorités politiques ont le monopole de l'usage de la violence, pendant que le clergé peut utiliser la "langue, et le reste du peuple son "cœur", bien que les violences vers les objets, tel que destruction de bouteilles d'alcool ou instruments de musique, ne sont pas proscrites.
Au cours des siècles, les prérogatives incombant au muhtasib sont celles de police, et la hisba gère outre les poids et mesures, le commerce, les corporations de métiers, incluant notamment la médecine, et les routes. Dans le domaine religieux, la hisba gère les mosquées et est responsable de la bonne morale religieuse, y compris celle des dhimmis, chrétiens et juifs, qui étaient tenus de  porter des marques distinctives. Par ailleurs sous les fatimides, un certain nombre d'institutions comme le bureau des standards (Där al-'iyär), pour gérer les poids et mesures, vont être créées. Une tendance qui va aller croissante avec la complexification des sociétés, la hisba devenant alors éventuellement essentiellement un principe d'ordre religieux et moral.

### La hisba dans le wahhabisme
Le fondateur du mouvement, Mohammed ben Abdelwahhab, s'est illustré pour avoir ordonné l'exécution publique par lapidation d'une femme adultère vers 1744: une lecture de la hisba à laquelle les habitants d'alors était peu habitués, ce qui fait dire que l'application orthodoxe de la hisba est centrale pour le wahhabisme. Bien que le chroniqueur de l’époque, Ibn Bishr, décrit une continuité dans l'application inquisitrice de la hisba à la suite du pacte de Nadjd conclu entre  ben Abdelwahhab et Mohammed Ibn Saoud en 1744, cela n'est pas confirmé par la correspondance de leurs successeurs, les émirs  Abdelaziz ben Mohammed ben Saoud, de 1765 à 1803, et Saud bin Abdul-Aziz bin Muhammad bin Saud, de 1803 à 1814.
Cela changea grandement en 1816 lorsque  Abdallah ben Saoud ben Abdelaziz, justifia l'attaque du Hedjaz en invoquant le verset coranique 22:41; "Ceux à qui nous donnons la puissance sur terre, [...], ordonnent le convenable et interdisent le blâmable". Cela constitua la base de la hisba wahhabite venant s'ajouter  à la doctrine wahhabite justifiant la guerre sainte contre les infidèles où  ben Abdelwahhab définissait déjà comme un ordre de dieu le meurtre des infidèles, en se basant alors  sur  le verset coranique  9:5; "Tuez les associateurs où que vous les trouviez. Capturez-les, assiégez-les,...", et le combat contre les populations jusqu’à ce qu'elles se convertissent à l'islam, comme un ordre du prophète,.
Les troupes égyptiennes reprirent possession du Hedjaz pour le compte de l'empire ottoman, en 1818, et mirent fin au premier État saoudien par la même occasion, forçant les Saoudiens à se replier sur leur base originelle, la vallée du Nejd. C'est dans cette période de relatif isolement, que la hisba s'est développée comme un devoir individuel à accomplir par chaque musulman pour assurer la bonne conduite morale de la communauté. Le principe connexe  du Al Wala' Wal Bara' et plus tourné vers les relations avec les étrangers, prit forme à la même époque. Dans les années 1920, il existait des milices ou "délégations" (wafd), chargées entre autres de  fouetter les personnes manquant à la prière, et des missionnaires (muttawa), formés à Riyad, dans le but d’"éduquer" les Bédouins. Abdelaziz Ibn Saoud reconquiert La Mecque en 1925, et l'application arbitraire de la hisba sur les pèlerins par sa milice, les zélés et fanatiques ikhwans, commença à poser des problèmes (notamment sur le plan diplomatique). C'est à cette époque qu'apparurent les premiers "comités pour le commandement de la vertu et la répression du vice" plaçant les muttawas, qui allaient devenir la police religieuse, sous le contrôle direct des autorités.

Après une  maturation historique, le consensus général contemporain dans la communauté musulmane  a été  que la hisba, comme principe est un devoir collectif (farḍ al-kifāya), lequel  est accompli par délégation à des autorités compétentes. Par ailleurs dans les années 1920, Mohammed Rachid Rida, considéré être à l'origine du salafisme contemporain, remit en cause ce consensus en postulant que la hisba est un devoir individuel (farḍ al-'ayn), ouvrant  alors la porte à de nouvelles interprétations pour celle-ci. Hassan El-Banna, influencé par la pensée salafiste, créa les Frères musulmans en 1928, où il donna à la hisba un nouvel objectif. Là où Rida avait rouvert le débat dans un but de prosélytisme de l'islam vers les non-musulmans, El-Banna transforma le principe comme un outil de contestation des autorités politiques en place et plus généralement de l'hégémonie occidentale sur l'Égypte, et dirigea cet outil pour "purifier" ses coreligionnaires accusés de s'occidentaliser. Le frère égyptien dissident Sayyid Qutb est  crédité de la forme spécifique que prit la hisba dans l'islamisme contemporain, qui est d'assurer la discipline interne, étendre l'islam à l’espace social, intimider les opposants et  légitimer l'opposition, y compris violente, contre le pouvoir.
Le salafisme contemporain, notamment dans sa composante djihadiste, absorba la conception militante des Frères musulmans pour la hisba, pendant que le salafisme quiétiste reste influencé principalement par la vision plus servile propagée par les wahhabites, laquelle tend à limiter l'action individuelle au "conseil discret".

## Hisba dans le monde contemporain

### Les Frères musulmans en Égypte
Avec Hassan El-Banna, fondateur des Frères musulmans en Égypte, la hisba se transforme en une police des mœurs ; elle se dote d'une milice et favorise la délation. Elle enquête dans la vie privée des gens, contrôle les pratiques et les observances canoniques. Sous l'influence de Ahmed Rifaat, elle se met à punir les femmes qui ne s'habillent pas selon les critères islamiques en vigueur. Ahmed Rifaat a été exclu des Frères musulmans, mais sa façon de penser s'est répandue par la publication de son Programme en 50 points, parmi lesquels : 
- interdiction de toute mixité ;
- contrôle des médias ;
- interdiction de thèmes s'écartant de l'orthodoxie religieuse aux écrivains ;

Cette dérive de la hisba a connu une notoriété certaine, en atteignant des intellectuels :
- en 1993, Nasr Abu Zaid, théologien qualifié libéral, se voit refuser un avancement académique au motif flou de travaux contraires à l'islam. Il est déclaré apostat en 1995 et comme sentence, doit divorcer et partir en exil au Danemark. Le grand mufti de l'université Al Azhar ne se désolidarise pas des auteurs de l'acte de délation, qui étaient professeurs d’université[18] :
  - Abd al Sabur Shahine, professeur de linguistique,
  - Youssef al Badri-Badri, ancien parlementaire ;
- en 2001, l'écrivaine Nawal el Saadawi, militante féministe, est accusée d'apostasie par le mufti du Caire. Nawal al Sadaawi a 70 ans au moment de l'affaire. Elle se rétracte et le procureur de la République accepte de lever les charges qui pèsent contre elle, tandis que l'avocat du mufti continue de porter les mêmes accusations devant d'autres tribunaux.

L'acte de délation peut être dressé par n'importe quel délateur, s'érigeant ainsi en cheikh (érudit). Dans le cas de Nasr Abu Zeid, l'université cautionne les actes de violation de la liberté d'expression et de conscience en demandant la censure des œuvres de penseurs, d'intellectuels ou d'artistes.

### Au Nigeria
Au Nigeria, dans les États fédéraux qui ont promulgué la loi islamique, existe des State Hisbah Commitee (comités hisbah de l’État). Ces hisbah appliquent violemment et mal la charia, enfonçant encore plus les pauvres dans la misère. Un rapport de l’ONU relève les applications violentes, parfois envers des non-musulmans, dans l’illégalité et en violation des droits de l’homme. Cette violence entraîne un armement des communautés non-musulmanes en vue de résister. De plus, l’existence de ces hisbah donne une image exagérément rétrograde du Nigeria. Cette application, les contraintes qu’elle impose (comme la non-mixité dans les transports qui empêche les femmes d’utiliser les taxis-motos conduits par des hommes) et les peurs qu’elle suscite, poussent également au départ des personnels de santé et d’enseignement et des humanitaires chrétiens. D’autant que tout le Coran n’est pas appliqué : l’aumône obligatoire due par les riches n’est pas acquittée.
Les hisbas sont particulièrement actives dans la cité de Kano : Tanguy Berthemet les y assimile à une milice. Elles sont en partie responsables de la violence interreligieuse qui a fait 10 000 morts entre 1999 et 2004 au Nigeria Le 12 mars 2024, la hisbah de Kano arrête onze personnes ayant mangé en plein jour pendant le ramadan. Les onze personnes sont rapidement libérées contre la promesse qu'elles jeûneront les jours suivants. 

### En Afghanistan
Lorsque les talibans eurent établi leur pouvoir sur la majeure partie de l'Afghanistan (1994/95-2001), ils instituèrent un département, bientôt élevé au rang de ministère "de l'ordonnance du bien et de l'interdiction du mal" ; des muhtasib étaient chargés de faire respecter les prescriptions de la sunna dans les zones contrôlées.

### Au sein de l’organisationÉtat islamique
L'organisation État Islamique, qui contrôle une partie du territoire syrien et irakien en 2015, met en place une hisba chargée d'appliquer la charia au sein des villes contrôlées par le groupe terroriste,. Elle dispose aussi d'une branche féminine qui contrôle les tenues des femmes. Les peines infligées sont lourdes, comme les coups de fouet pour le port de chaussures colorées, ou encore l’exécution par crucifixion pour la consommation de drogue.

## Sources
1. ↑  Marianne Barrucand, « Bazar », dans Collectif, Dictionnaire de l’Islam, religion et civilisation, Paris, France, Encyclopaedia Universalis, 2015 (ISBN 978-2852291218)
2. 1 2 3 4  (en) Roel Meijer, « Commanding Right and Forbidding Wrong As a Principle of Social Action: The Case of the Egyptian al-Jama‘a al-Islamiyya », dans Roel Meijer, Global Salafism: Islam's New Religious Movement, Oxford, UK, Oxford University Press, 2014 (ISBN 9780199333431), p. 189-220
3. 1 2 3  (en) R. P. Buckley, « The Muḥtasib », Arabica, brill, vol. 39, no 1,‎ 1992, p. 59-117 (ISSN 0570-5398)
4. ↑  Voir les versets 11:84-85 ; "ô mon peuple, faites équitablement pleine mesure et plein poids", ainsi que les versets 55:8, 6:152, et les premiers versets de la sourate 83 Al Mutaffifin (les fraudeurs), du Coran
5. ↑  Régis Blachère, Le Coran, Paris, G. P. Maisonneuve et Larose,, 1966, 748 p. (lire en ligne), p. 104
6. 1 2  Janine Sourdel, Dominique Sourdel, Dictionnaire historique de l'islam, Paris, PUF, 1996, 1028 p. (ISBN 978-2-13-054536-1), p. 349
7. ↑  (en) Claudia Kickinger, « The significance of customary law in the traditional urban market: A contribution on the administration of justice in the prem-modern arab world », dans Walter Dostal et Wolfgang Kraus, Shattering Tradition: Custom, Law and the Individual in the Muslim Mediterranean, I.B.Tauris, 2005 (ISBN 978-1850436348), p. 33-57
8. 1 2 3 4  (en) Patricia Crone, Roman, Provincial and Islamic Law : The Origins of the Islamic Patronate, Cambridge, UK, Cambridge University Press, 2002, 188 p. (ISBN 978-0-521-52949-5, lire en ligne), « Appendix 3: The muhtasib », p. 107-198
9. 1 2  (en) Roel Meijer, « Salafism: Doctrine, Diversity and Practice », dans Khaled Hroub, Political Islam: Context Versus Ideology, Saqi Books, 2011 (ISBN 978-0863566592), p. 37-60
10. ↑  (en) Michael Cook, Commanding Right and Forbidding Wrong in Islamic Thought, Cambridge, UK, Cambridge University Press, 2010, 724 p. (ISBN 978-0-521-13093-6), « Ghazzâlî », p. 427-468
11. ↑  (en) Michael Cook, Forbidding Wrong in Islam : An Introduction, Cambridge, UK, Cambridge University Press, 2003, 200 p. (ISBN 978-0-521-53602-8, lire en ligne), p. 4
12. ↑  (en) Quintan Wiktorowicz, « A Genealogy of Radical Islam », Studies in Conflict & Terrorism, Taylor & Francis Group, LLC, vol. 28,‎ 2005, p. 75–97 (ISSN 1057-610X, lire en ligne)
13. ↑  (en) Eugene Rogan, The Arabs : A History, New York, Basic Books, 2011, 628 p. (ISBN 978-0-465-02504-6), p. 54-55
14. 1 2 3  (en) Michael Cook, Commanding Right and Forbidding Wrong in Islamic Thought, Cambridge, UK, Cambridge University Press, 2010, 724 p. (ISBN 978-0-521-13093-6), p. 165-194
15. ↑  Il se base alors sur un hadith du Sahih al-Bukhari où ibn Umar narre que le prophète Mahomet aurait dit "J'ai reçu l'ordre d'Allah de combattre contre les peuples, jusqu’à ce qu'ils déclarent qu'il n'y a pas d'autre dieu qu'Allah et que Mahomet est son messager"
16. ↑  (en) Saba Mahmood, Politics of Piety : The Islamic Revival and the Feminist Subject, Princeton University Press, 2011, 233 p. (ISBN 978-0-691-14980-6, lire en ligne), p. 61
17. ↑   (en) Roel Meijer, « Introduction », dans Roel Meijer, Global Salafism: Islam's New Religious Movement, Oxford, UK, Oxford University Press, 2014 (ISBN 9780199333431), p. 1-29.
18. ↑  Leïla Babès et Tareq Oubrou, Loi d'Allah, loi des hommes : Liberté, égalité et femmes en Islam, Paris, France, Albin Michel, 2002, 368 p. (ISBN 978-2-226-23170-3, lire en ligne)
19. ↑  Rapport concernant la liberté de religion et de conviction, présenté au Conseil des droits de l’homme par Asma Jahangir à la session de septembre-octobre 2006. En ligne
20. ↑  Jean-Christophe Servant. Au Nigeria, la charia à l’épreuve des faits. Le Monde diplomatique, juin 2003, p 12-13. Disponible en ligne
21. ↑  Nigeria : tribunaux islamiques pour les taxis-motos transportant des femmes. Publié par Minorités.org le 19 décembre 2005. En ligne , consulté le 11 mai 2007
22. ↑  Xavier Raufer (dir.), Alain Chouet, Anne-Line Didier, Richard Labévière et Leïla N., Atlas de l’Islam radical, Paris, CNRS éditions, 2007 (ISBN 978-2-271-06577-3), p 289
23. ↑  Mansur Abubakar, « Nigerian Islamic police in Kano arrest non-fasting Muslims during Ramadan », BBC, 13 mars 2024 (consulté le 15 mars 2024)
24. ↑   Référence au titre et aux prérogatives essentielles du Calife, "Celui qui ordonne le bien et interdit le mal" (âmir bi l'marouf wa nâhin 'an al-mounkar): Bernard Dupaigne, Gilles Rossignol, Le carrefour afghan, Paris, Folio Gallimard/Le Monde actuel, 2002, pp. 251-254.
25. ↑  «Le pire, c’est que l’Etat islamique va introduire sa loi dans les écoles», sur Libération.fr (consulté le 3 décembre 2015)
26. ↑  « L'État islamique raconté de l'intérieur », sur Slate.fr (consulté le 3 décembre 2015)
27. ↑  « A Raqqa, «ils nous terrorisent le jour, on les effraie la nuit» », sur Libération.fr (consulté le 3 décembre 2015)